# L'École de la sensualité
Pour plus de détails, voir Fiche technique et Distribution.
L’École de la sensualité (官能教室 愛のテクニック, Kanno kyoshitsu: ai no technique) est un film érotique japonais réalisé par Noboru Tanaka, sorti en 1972.

## Synopsis
Tourmenté par ses premières envies sexuelles, un jeune étudiant vierge, Isao, est fou amoureux de sa professeure d'éducation physique, la ravissante Ikuko. Prêt à tout pour le lui faire savoir, il profite, lors d'un cours, d'un questionnaire sur la sexualité censé être anonyme pour lui avouer ce qu'il éprouve pour elle. À la fin de sa lettre d'amour, il signe et lui donne rendez-vous. Mais celle-ci rejette gentiment ses avances. Lorsqu'il apprend qu'elle s'apprête à épouser l'un de ses collègues, un professeur de chimie, Isao tente de l'évincer et l'éloigner d'elle même s'il doit le tuer.. 

## Fiche technique
- Titre original : エロス学園 感度ばつぐん (Kanno kyoshitsu: ai no technique?)
- Titre français : L’École de la sensualité[1]
- Réalisation : Noboru Tanaka
- Scénario : Takehiro Nakajima
- Montage : Toyoharu Nishimura
- Musique : Rei Tama
- Photographie : Shinsaku Himeda
- Production : Kei Ijichi
- Société de production et distribution : Nikkatsu
- Pays d'origine :  Japon
- Langue originale : japonais
- Format : couleur
- Genre : thriller érotique, roman porno
- Durée : 72 minutes
- Date de sortie : 
  -  Japon : 8 novembre 1972

## Distribution
- Mari Tanaka : Ikuko Kikuchi
- Nobutaka Masutomi : Tetsuro Morimoto
- Moeko Ezawa : Oharu-san
- Ryuji Nakamura : Isao Uozumi
- Rikiya Dan : Toru Onishi
- Kunio Shimizu : Takahashi
- Hidetoshi Kageyama : Someji
- Mikiko Sakai : Kanae
- Seiji Himuro : Hotta